# Club Deportivo Balonmano Triana
El Club Deportivo Balonmano Triana, también conocido simplemente como Balonmano Triana, es un club de balonmano de la ciudad española de Sevilla con origen y fuertes vínculos con Triana.
En la actualidad el equipo sénior femenino juega en la Primera División Nacional Femenina y el equipo masculino, por primera vez en su historia, en División de Honor Plata, ambos, por motivo de patrocinio, bajo el nombre de Balonmano Proin Sevilla.

## Historia

### Orígenes
El actual Balonmano Triana tiene sus orígenes allá por 1978 en el Club Balonmano Elena Canel, ligado en sus orígenes al Colegio Inspectora Elena Canel, actual CEIP Alfares. El club se fundó en el contexto de la década de los 70, momento en que este deporte se asentó en la ciudad, con numerosos equipos escolares como Padres Blancos, Alfonso X, Altair, Anejo y Maristas. Posteriormente el club paso por el nombre de CB Viveros Elena Canel, hasta llegar al actual CB Triana.

### Actual Proyecto
En la temporada 2016/17 el Balonmano Triana consigue por primera vez el ascenso a la Primera División Nacional.
A partir de la temporada 2021/22 el equipo pasa a denominarse Helvetia BM Prointegrada, por el patrocinio del Grupo PROIN (empresa sevillana de biotecnología e innovación agrícola) y el la aseguradora Helvetia, que patrocinaba la escuela de balonmano. Finalmente a partir de la temporada 2022/2023, el club rescindió su acuerdo con Helvetia y el club paso a su denominación actual de BM PROIN Triana
.

#### Temporada 2023/24
En la temporada 2023/24, el BM Triana logró por primera vez en su historia el ascenso a la División de Honor Plata en la fase de ascenso celebrada en el pabellón sevillano El Paraguas. Durante la fase, el equipo trianero demostró su superioridad al vencer en sus tres encuentros disputados, contra OAR A Coruña, AA Avilesina y Cantera Sur, por más de 10 goles. Esta victoria refleja el dominio del Proin Balonmano Triana tanto en defensa como en ataque, ya demostrado en la fase previa donde quedó 1º de grupo, cediendo sólo 2 derrotas en los 30 partidos disputados.

#### Temporada 2024/25

##### Copa de Andalucía
El 31 de agosto de 2024, en la localidad cordobesa de Pozoblanco, el BM Proin Triana se proclamó campeón de la XXIX Copa de Andalucía en su primera participación en el torneo, al derrotar en la final al Ángel Ximénez Puente Genil por 31-35. El equipo sevillano, recién ascendido a la División de Honor Plata en mayo de 2024, destacó especialmente en la segunda mitad del encuentro, imponiéndose con parciales decisivos (0-4 tras el descanso) y una defensa eficaz. La actuación del guardameta Kilian Ramírez resultó determinante en momentos clave del encuentro, al igual que las aportaciones del veterano portero Jorge Oliva y del jugador Ángel Montoro en tareas defensivas y ofensivas.

##### Nueva denominación: Proin Sevilla
En septiembre de 2024, el club BM Proin Triana anunció su cambio de denominación oficial a Balonmano Proin Sevilla, como parte de un acuerdo de patrocinio con el Ayuntamiento de Sevilla, con el objetivo de promover la imagen de la ciudad en sus desplazamientos por toda España. El anuncio se realizó durante un acto de reconocimiento institucional celebrado en el Salón Colón del Ayuntamiento de Sevilla, en el que se valoraron los recientes logros deportivos del club, incluyendo su ascenso a la División de Honor Plata y la conquista de la Copa de Andalucía.

##### División de Honor Plata
En su primera temporada, el BM Proin Sevilla finalizó en decimosegunda posición de la División de Honor Plata, tras una campaña caracterizada por su irregularidad, lo que les obligó a disputar la permanencia en un play-off a doble partido frente al BM Contazara Zaragoza. En el partido de ida, celebrado en Zaragoza el 21 de mayo de 2025, el equipo sevillano perdió por 27‑25, aunque logró una remontada decisiva en la vuelta, celebrada el 24 de mayo en el pabellón El Paraguas, donde se impuso por 29‑25, asegurando así su continuidad un año más en la categoría.

### Historial
| Temporada                                    | Categoría                              | Observaciones                                                    | Puesto | PJ | PG | PE | PP | GF  | GC  | DG   | Ptos. |
| -------------------------------------------- | -------------------------------------- | ---------------------------------------------------------------- | ------ | -- | -- | -- | -- | --- | --- | ---- | ----- |
| 2016/17                                      | 2º División Nacional Grupo B Andalucía | Asciende a 1º Nacional en el Sector de Valladolid                | 1º     | 18 | 15 | 2  | 1  | 553 | 436 | +117 | 32    |
| 2017/18                                      | 1ª División Nacional Grupo F           | Se mantiene en 1ª                                                |        |    |    |    |    |     |     |      |       |
| 2018/19                                      | 1ª División Nacional Grupo F           | Desciende a 2ª Nacional                                          | 15º    | 28 | 8  | 1  | 19 | 685 | 791 | -106 | 11    |
| 2019/20                                      | 2º División Nacional                   | Asciende a 1º Nacional                                           |        |    |    |    |    |     |     |      |       |
| 2020/21                                      | 1ª División Nacional Grupo F           | Mantiene la categoría                                            | 13º    | 26 | 4  | 2  | 20 | 552 | 738 | -186 | 10    |
| 2021/22                                      | 1ª División Nacional Grupo F           | No entra en fase de ascenso                                      | 5º     | 30 | 21 | 0  | 9  | 859 | 761 | +98  | 42    |
| 2022/23                                      | 1ª División Nacional Grupo F           | No entra en fase de ascenso                                      | 3º     | 28 | 21 | 3  | 4  | 816 | 648 | +118 | 45    |
| 2023/24                                      | 1ª División Nacional Grupo F           | Asciende a División de Honor Plata                               | 1º     | 30 | 28 | 0  | 2  | 899 | 697 | +202 | 56    |
| 2023/24                                      | División de Honor Plata                | Permanece tras jugar play-off por el descenso contra Zaragoza BM | 12º    | 30 | 9  | 6  | 15 | 788 | 818 | -30  | 24    |
| Fuente:Real Federación Española de Balonmano |                                        |                                                                  |        |    |    |    |    |     |     |      |       |

## Organigrama Deportivo

### Plantilla
| N.º | Nombre           | Edad    | Posición          | Altura (m) | Peso (kg) |
| --- | ---------------- | ------- | ----------------- | ---------- | --------- |
| 23  | Kilian Ramírez   | 27 años | Portero           | 1,91       | 95        |
| 1   | Manu González    | 23 años | Portero           | 1,82       | 82        |
| 3   | Alberto Ruiz     | 26 años | Central           | 1,80       | 82        |
| 15  | Javi Castilla    | 19 años | Central           | 1,85       | 76        |
| 14  | Mario García     | 19 años | Central           | 1,74       | 70        |
| 11  | Julián López Mon | 30 años | Lateral izquierdo | 1,88       | 92        |
| 24  | David Martínez   | 24 años | Lateral derecho   | 1,79       | 81        |
| 8   | Juan Saco        | 22 años | Lateral derecho   | 1,90       | 93        |
| 39  | Ángel Montoro    | 36 años | Lateral derecho   | 2,13       | 115       |
| 27  | Pepe Moguel      | 20 años | Extremo derecho   | 1,83       | 73        |
| 7   | Gonzalo López    | 20 años | Extremo derecho   | 1,84       | 79        |
| 22  | Luis Horcajada   | 24 años | Extremo izquierdo | 1,84       | 80        |
| 97  | Fran Vizcaino    | 18 años | Extremo izquierdo | 1,76       | 69        |
| 33  | Víctor Deco      | 27 años | Pivote            | 1,89       | 80        |
| 47  | Julio Morgado    | 30 años | Pivote            | 1,90       | 150       |
| 13  | Carlos Conchillo | 18 años | Pivote            | 1,91       | 97        |

### Traspasos
Traspasos para la temporada 2024-25
Altas
- Manu González (PO) regresa de su cesión en  Córdoba de BM
- Miguel Llorens (PI) desde  BM Guadalajara

Bajas
- Jorge Oliva (PO)  retirado
- Toni Sánchez (PI)  retirado

### Cuerpo Técnico
- Director Deportivo:  Juan Andreu
- Entrenador:  Víctor Montesinos
- Segundo entrenador:
- Delegado:  José Manuel Mercado "Zubi"
- Preparador Físico y Fisioterapeuta:  Pablo Cartas
- Coordinador de Base: José Flores
- Coordinador de Escuelas:  Raúl Martínez

## Palmarés

### Torneos nacionales
| Competición                          | Títulos | Subcampeonatos |
| ------------------------------------ | ------- | -------------- |
| Copa de Andalucía de Balonmano (1/0) | 2024/25 |                |